# Jean-Baptiste Baujault
Jean-Baptiste Baujault fue un escultor francés., nacido en La Crèche el 19 de abril de 1828 y fallecido en 1899.

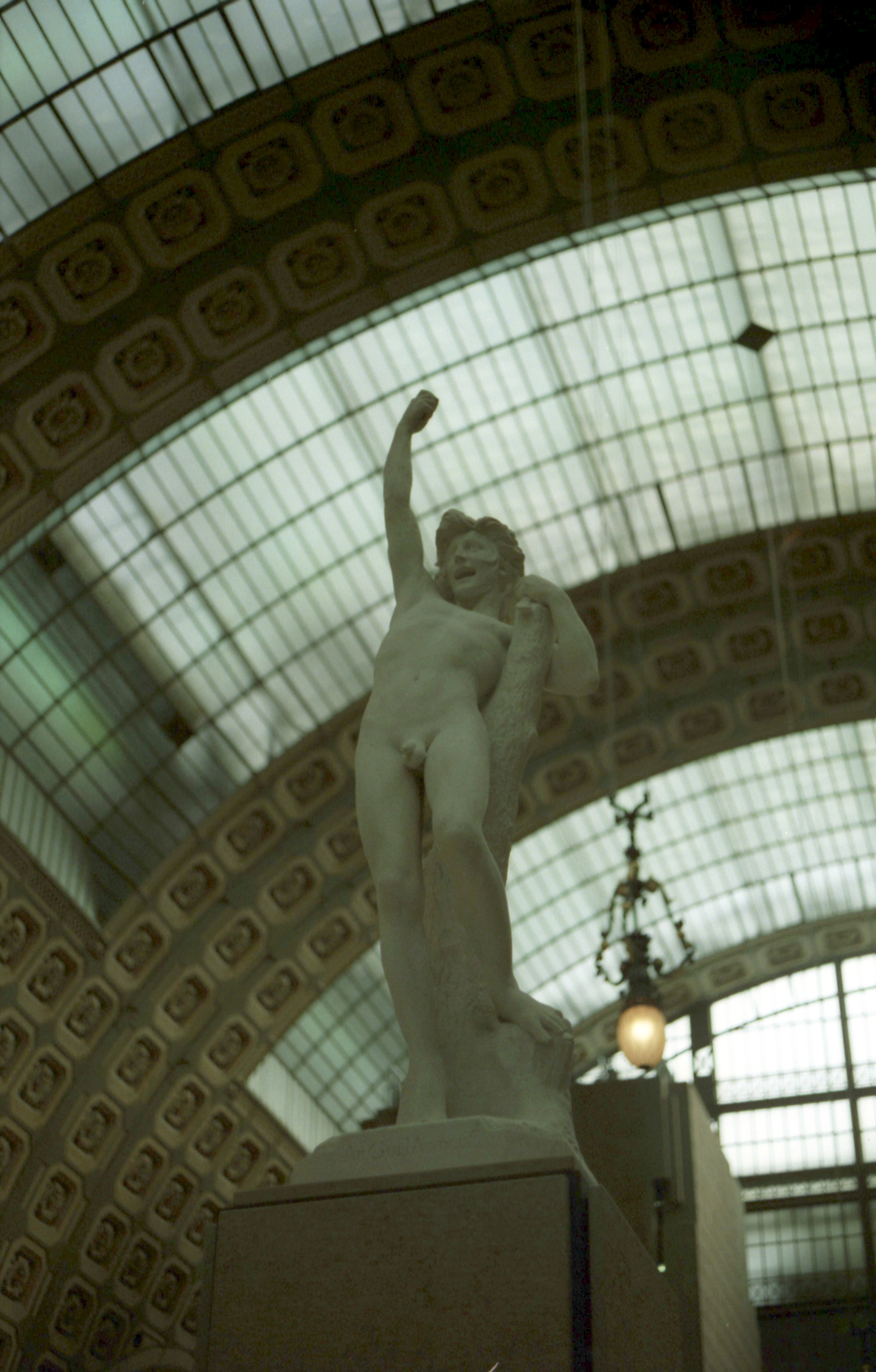
Jeune Gaulois o Au gui l'an neuf !, mármol, 1870-1875, París, Museo de Orsay

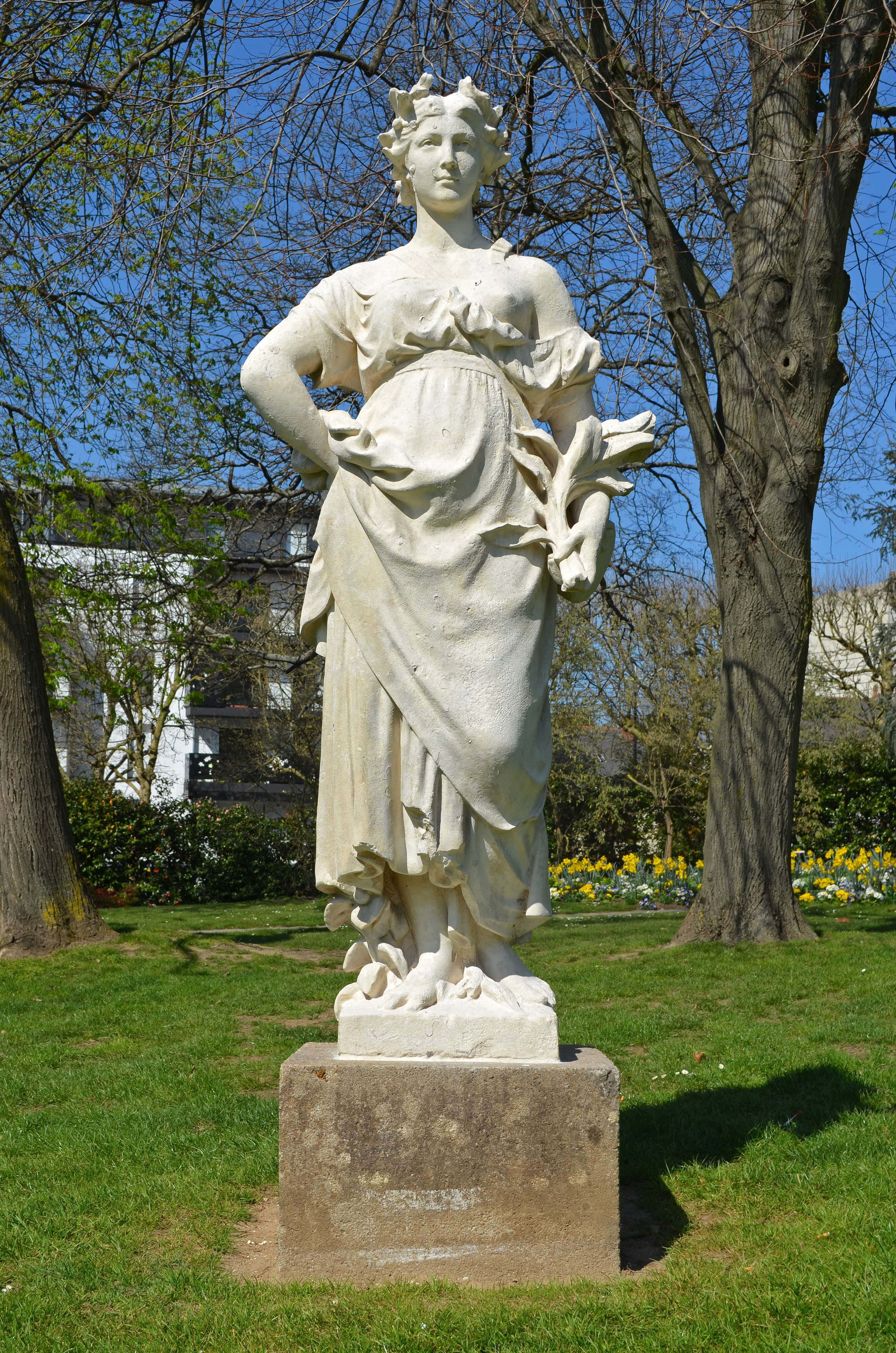
Jean-Baptiste Baujault: Escultura alegórica de La Botánica, Parque de Procé (fr:) - Nantes

## Datos biográficos
La estatua de mármol llamado Joven galo - Jeune Gaulois, conservada en el Museo de Orsay en París, pertenece a la serie de los galos, temática muy extendida durante gran parte de la segunda mitad del siglo XIX. El muérdago y la hoz han desaparecido.
Participó en el Premio de Roma, pero no ganó. Vivió y trabajó en París, en Montparnasse y Montmartre, pero se exilió a la región de Nantes, durante la guerra de 1870.
Ocupó la Legión de Honor.

## Obras
Entre las mejores y más conocidas obras de Jean-Baptiste Baujault se incluyen las siguientes:
- Premier Miroir, 1873, mármol, Niort, Museo Bernard d'Agesci.
- Jeune Gaulois o Au gui l'an neuf !, 1870-1875, mármol, París, Museo de Orsay.[3]

### Audiovisuales
- 2002, 8 de octubre, 18 horas 55: Emisión regional France 3 Limousin-Poitou-Charentes. Dupuy, Marie-Paule. Les six minutes de France 3. Baptiste Baujault (autor de la entrevista: Paul Pinkh).

- 2002, 17 de febrero, 14 horas 30 : Société d’histoire et d’archéologie du Val de Sèvre, Saint-Maixent-l’Ecole, Deux-Sèvres : Dupuy, Marie-Paule. La vie et l’œuvre de Baptiste Baujault.

- 1999, 6 de marzo, 17 horas : Société de l’Histoire de l’Art français, París : Dupuy, Marie-Paule. Baptiste Baujault (La Crèche, Deux-Sèvres, 1828-1899), soixante-dix années besogneuses et deux mois de gloire.